# PKP řada Tr6

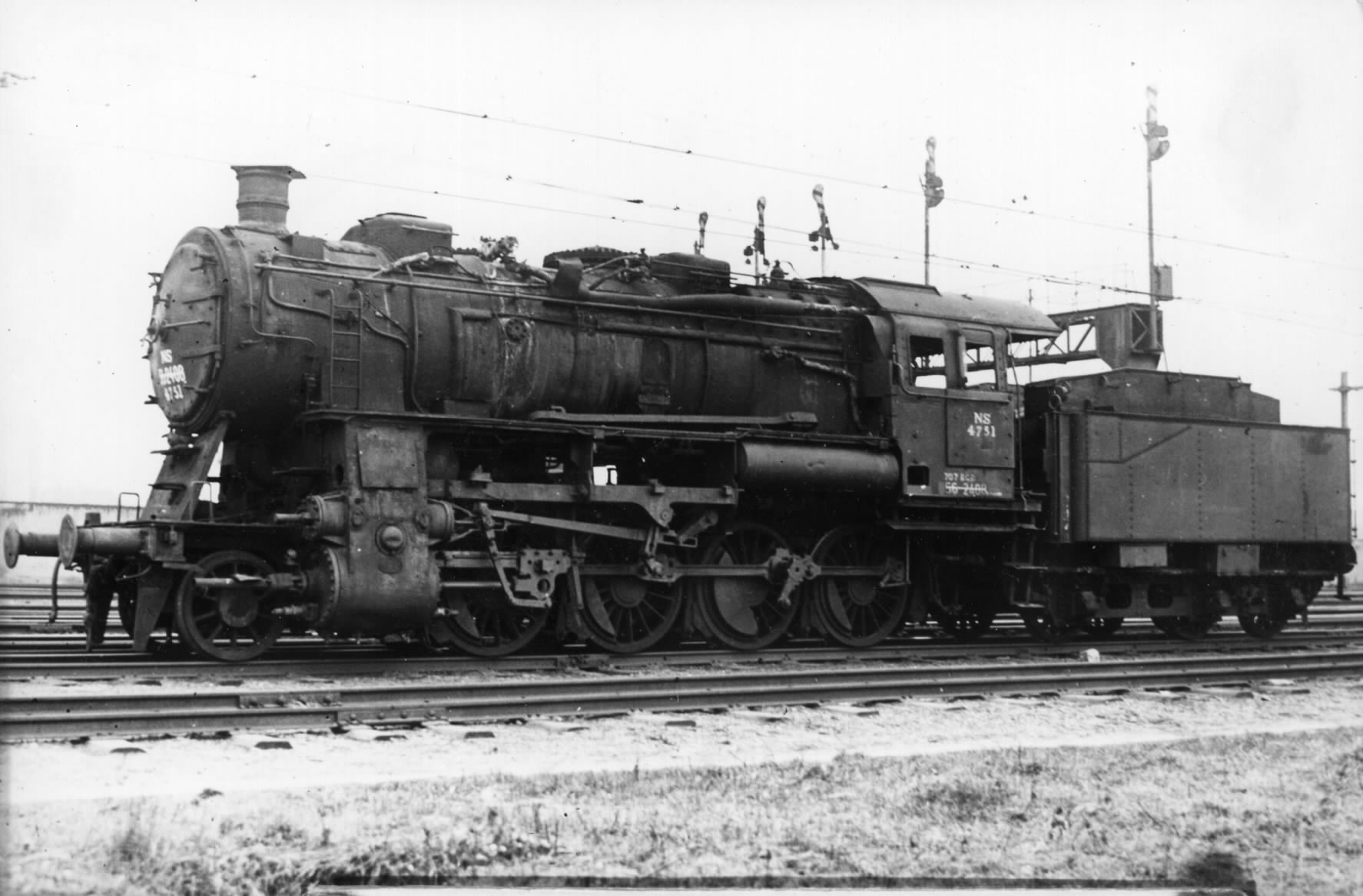
Lokomotiva Tr6

Tr6 je polská parní lokomotiva, vyráběná v letech 1919 až 1928 v továrně Linke-Hofmann v Breslau. Lokomotivy tohoto typu byly používány především k přepravě zboží při výrobě a zpracování uhlí. Bylo vyrobeno asi 846 kusů.